# Schistura minutus
Schistura minutus är en fiskart som beskrevs av Vishwanath och Shanta Kumar 2006. Schistura minutus ingår i släktet Schistura och familjen grönlingsfiskar. IUCN kategoriserar arten globalt som starkt hotad. Inga underarter finns listade i Catalogue of Life.